# Boutredningsman
En boutredningsman företräder ett dödsbo och ansvarar bland annat för att avveckla skulder, förvalta kvarlåtenskapen och ansöka om konkurs. Boutredningsmannen har redovisningsplikt.
Boutredningsman förordnas av tingsrätt på begäran av dödsbodelägare.
Överförmyndare kan också begära att boutredningsman förordnas.
Till en ansökan ska fogas en kopia av bouppteckningen efter den avlidne. Är inte bouppteckning förrättad, lämnas trovärdig uppgift om delägarna i boet och deras hemvist samt, där testamentsexekutor är förordnad, om dennes namn och hemvist.
Tingsrätten utser också en person, oftast en advokat, som boutredningsman. Även delägare kan förordnas. Finns testamentsexekutor ska denne utses. Har dödsbodelägare föreslagit någon ska tingsrätten fästa avseende vid förslaget.
Boutredningsmannen företräder boet utåt i alla avseenden.
Hans uppdrag är att förbereda boet för bodelning och arvskifte. Detta kan innebära att han ska sälja tillgångar, avveckla eventuell rörelse, försöka avsluta eventuella tvister och betala dödsboets skulder. Vid mer betydelsefulla åtgärder ska han dessförinnan höra dödsbodelägarna om deras mening.
När det gäller avyttring av fastighet måste han ha samtliga delägares skriftliga samtycke.
Han är också redovisningsskyldig för sin förvaltning. Senast den 1 april påföljande år ska han avge sin redovisning.
Så snart dödsboet är förberett för bodelning eller arvskifte ska han göra anmälan om detta till dödsbodelägarna.
Boutredningsman ska ersätta skada som han uppsåtligen eller av vårdslöshet vållat dödsboet eller någon vars rätt är beroende av utredningen.
Vill boutredningsman frånträda sitt uppdrag och visar han skälig orsak, ska han av rätten entledigas. Är han inte lämplig eller bör han av annan särskild orsak skiljas från uppdraget, ska han entledigas då det begärs av någon vars rätt är beroende av utredningen. Avträds dödsbos egendom till konkurs, är förordnandet för boutredningsman förfallet.